# Sting de Sarnia
Le Sting de Sarnia est une équipe de hockey sur glace junior basée à Sarnia, en Ontario. Elle est l'une des vingt équipes qui composent la Ligue de hockey de l'Ontario. Elle joue ses matchs à domicile au Progressive Auto Sales Arena (anciennement le Sarnia Sports and Entertainment Centre).

## Histoire

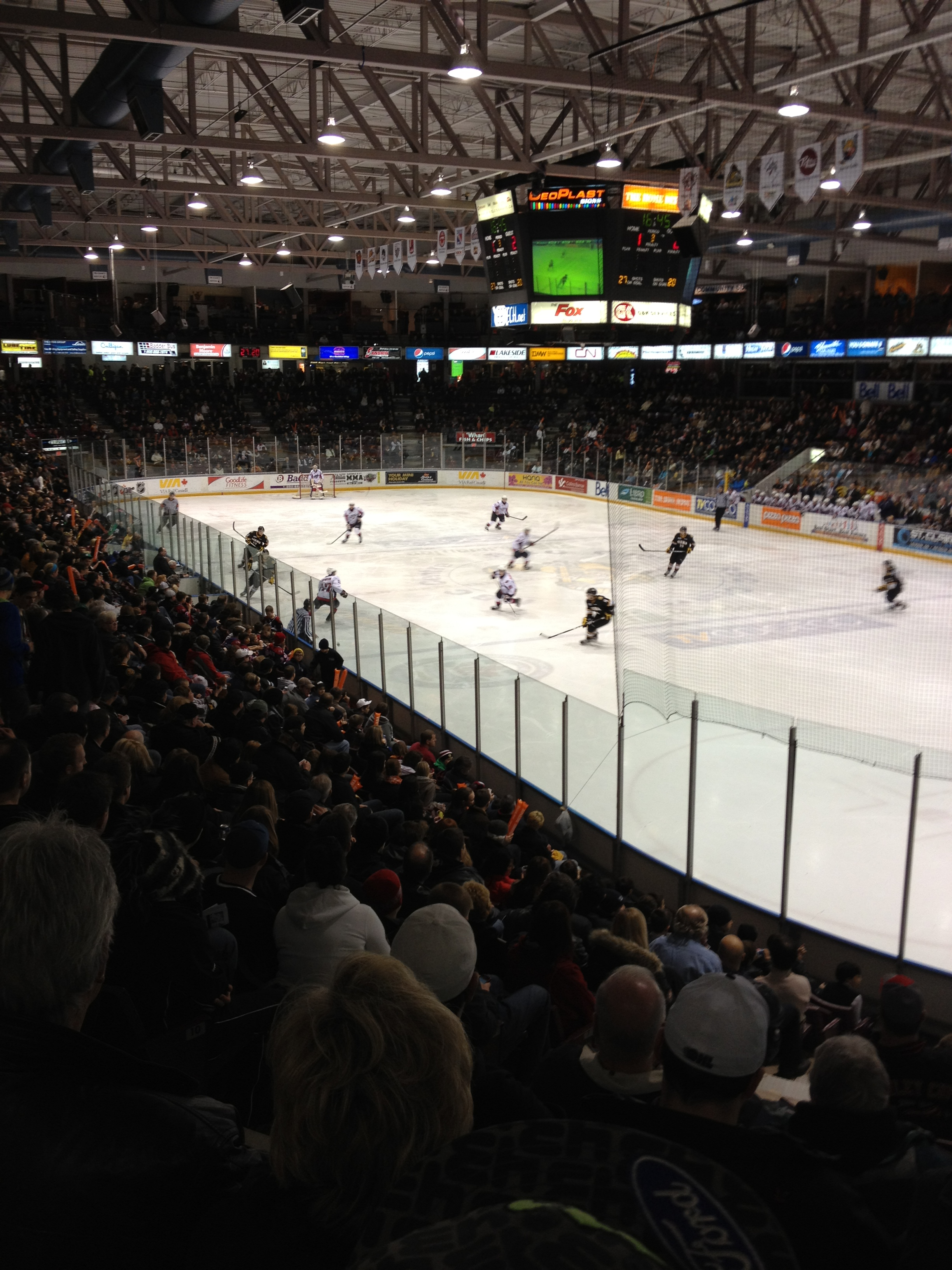
Le Sting contre les Spitfires - janvier 2012

La franchise est accordée en 1969 comme l'une des équipes inaugurales de la Ligue de hockey junior majeur du Québec. À l'époque, l'équipe est située à Cornwall, en Ontario, et est connue sous le nom de Royals de Cornwall. Durant le mandat de l'équipe dans la LHJMQ, les Royals remportent la Coupe Memorial en 1972, 1980 et 1981.
 
Pour la saison 1981-1982, l'équipe est transférée dans la Ligue de hockey de l'Ontario. En 1992, la franchise déménage de nouveau à Newmarket, en Ontario, et prend le nom de Royals de Newmarket.
En 1994, l'équipe est achetée par les frères Ciccarelli et déménagée à Sarnia. Robert Ciccarelli est le président et le gouverneur actuel de l'équipe. En 1999-2000, il est élu administrateur de l'année de la LHO.
Le déménagement de la franchise oblige l'équipe de junior « B », les Abeilles de Sarnia, à changer leur nom pour prendre celui de Steeplejacks de Sarnia.

## Logos successifs

Logo de 1999/00 à 2013/14
Logo depuis 2014/15

## Championnats
Le Sting de Sarnia est en quête de sa première Coupe J.-Ross-Robertson et première Coupe Memorial. La saison 1996-1997 est la meilleure que joue l'équipe mais celle-ci perd en quart de finale face aux Rangers de Kitchener, 4 jeux à 3. Le seul titre est venu dans la saison 2003-2004, quand l'équipe remporte la division Ouest de la LHO, gagnant le trophée Bumbacco. L'équipe est ensuite éliminée au premier tour des séries éliminatoires.

## Entraîneurs

### Liste des entraîneurs
Nombre total de saisons entre parenthèses.
| - 1994–95 D.Boyd, R.Brown, M.Hunter - 1995–96 Mark Hunter (5) - 1996–97 Joe Canale - 1997–99 Mark Hunter (5) - 1999–2000 Mark Hunter, Rich Brown (3) - 2000–01 Rich Brown, Jeff Perry - 2001–03 Jeff Perry (4) | - 2003–04 Jeff Perry, Greg Walters - 2004–06 Shawn Camp (2) - 2006–2010 Dave MacQueen (4) - 2010–2011 Dave MacQueen, Trevor Letowski - 2011–2013 Jacques Beaulieu - 2013–2015 Trevor Letowski (2) - Depuis 2015 Derian Hatcher |

## Joueurs

### Lauréats
- Trophée Bobby-Smith – trophée du joueur qui alloue les performances sportives et scolaires :
  - 2004-2005 : Richard Clune
  - 2006-2007 : Steven Stamkos
- Recrue de la saison de la Ligue canadienne de hockey
  - 2010-2011 : Naïl Iakoupov
- Trophée Eddie-Powers – meilleur buteur de l'année de la LHO
  - 1995-1996 : Aaron Brand
  - 1998-1999 : Peter Sarno
- Trophée de la famille Emms - meilleur recrue[Note 1] de la LHO
  - 2010-2011 : Naïl Iakoupov
- Trophée F.-W.-« Dinty »-Moore – gardien de débutant avec la meilleure moyenne de buts alloués
  - 1999-2000 : Andrew Sim
  - 2002-2003 : Ryan Munce
- Trophée Ivan-Tennant – meilleur joueur académique au secondaire
  - 2004-2005 : Matt Pelech
- Trophée Jack-Ferguson – premier choix au repêchage[Note 2] de la LHO
  - 1994 : Jeff Brown
  - 2006 : Steven Stamkos
  - 2010 : Alex Galchenyuk
- Trophée Jim-Mahon – meilleur buteur de l'année parmi les ailiers gauches
  - 2008-2009 : Justin DiBenedetto
- Trophée Leo-Lalonde – meilleur joueur[Note 3] de la LHO
  - 1995-1996 : Aaron Brand
  - 2008-2009 : Justin DiBenedetto
- Administrateur de l'année de la LHO
  - 1999-2000 : Robert Ciccarelli

### Joueurs actuels
| No    | Nom                | Nat. | Position  | Arrivée |
| ----- | ------------------ | ---- | --------- | ------- |
| +030, | Shayne Battler     |      | Gardien   |         |
| +031, | Charlie Graham     |      | Gardien   |         |
| +032, | Justin Fazio       |      | Gardien   |         |
| +003, | Alex Black         |      | Défenseur |         |
| +004, | Jeff King          |      | Défenseur |         |
| +005, | Jakob Chychrun     |      | Défenseur |         |
| +008, | Josh Jacobs        |      | Défenseur |         |
| +020, | Connor Schlichting |      | Défenseur |         |
| +023, | Zachary Core       |      | Défenseur |         |
| +024, | Kevin Spinozzi     |      | Défenseur |         |
| +026, | Franco Sproviero   |      | Défenseur |         |
| +006, | Noah Bushnell      |      | Attaquant |         |
| +009, | Troy Lajeunesse    |      | Attaquant |         |
| +010, | Anthony Salinitri  |      | Attaquant |         |
| +012, | Brandon Lindberg   |      | Attaquant |         |
| +014, | Pavel Zacha        |      | Attaquant |         |
| +015, | Patrick White      |      | Attaquant |         |
| +017, | Travis Konecny     |      | Attaquant |         |
| +019, | Ryan McGregor      |      | Attaquant |         |
| +021, | Devon Paliani      |      | Attaquant |         |
| +022, | Matt Mistele       |      | Attaquant |         |
| +025, | Jordan Kyrou       |      | Attaquant |         |
| +027, | Sam Studnicka      |      | Attaquant |         |
| +035, | Nikita Korostelev  |      | Attaquant |         |